# Hermann Strebel (Kabarettist)
Hermann Strebel genannt Strebala (* 18. Dezember 1877 in Mühldorf am Inn; † 2. Dezember 1949 in München) war ein Nürnberger Mundartdichter, Humorist und Unterhaltungskünstler.

## Leben und Wirken
Strebel kam als Sohn eines kleinen Beamten in Mühldorf am Inn, wohin sein Vater versetzt worden war, zur Welt, wuchs aber bei seinem Onkel im Nürnberger Bleiweißviertel auf. Er besuchte die Volks- und Lateinschule, wurde vom Gymnasium relegiert und machte eine Ausbildung zum Bautechniker. Daneben aber hatte er schon immer Freude am Dichten und Komikern und trat ab etwa 1899 nebenbei auf Kleinkunstbühnen auf. Dabei kam er vermehrt mit Theaterleuten in Berührung, die Gefallen an seinen Vorträgen fanden und ihm rieten, ganz zur Bühne zu gehen.
In München bekam er 1901 im „Café Leopold“ für ein Trambahnbillett und ein warmes Abendessen ein erstes Engagement. Hier fand er auch Beschäftigung bei der „Varietéschule Lehmann & Grimm“, wo er Lehrer des fünf Jahre jüngeren Karl Valentin war, der die Schule vom Mai bis August 1902 besuchte.
Philipp Nickel (1865–1946, recte Müller), der damals als Salon-Humorist im Münchner Großvarieté „Kolosseum“ auftrat und 1908 in der Karolinenstraße zu Nürnberg das „Noris-Kino“ eröffnete, vermittelte ihn an das Varieté „Zeughaus“ in Nürnberg, wo er am 1. September 1901 seine Laufbahn als Bühnen-Humorist begann. Er setzte sie am „Apollo-Theater“ fort, das der Nürnberger ‚Hotelkönig‘ J. B. Zetlmaier 1896 neben sein Hotel „Wittelsbach“ hatte bauen lassen. Hier trat er vor und nach dem Ersten Weltkrieg, den er 51 Monate lang als Soldat mitmachte, mit selbstverfassten Liedern und Gedichten auf und wurde bald zum „Strebala“, der die Nürnberger mit seinem trockenen Humor begeisterte.
1934 eröffnete Strebel im Restaurant des Hotels „Wittelsbach“ seine eigene Kleinkunstbühne, ein „Bierkabarett für Familienpublikum“ (Strebel), als dessen Direktor und Hauptdarsteller in Personalunion er 1935 auch seinen Wohnsitz ganz nach Nürnberg verlegte.
Zu den nunmehr an der Macht befindlichen Nationalsozialisten hielt er, im Gegensatz zu manch anderen Künstlern, kritische Distanz. Besonders mit dem selbst ernannten ‚Frankenführer‘ Julius Streicher, einem fanatischen Antisemiten, geriet er mehrfach aneinander. Gleichwohl gab Strebel während der 1930er Jahre zahlreiche Gastspiele an auswärtigen Unterhaltungstheatern, blieb dabei aber stets seiner Bühne im „Apollo-Theater“ treu, an die er immer wieder zurückkehrte.
Im Zweiten Weltkrieg zog Strebel 1942, inzwischen 62 Jahre alt, mit seiner Frau Antonie nach München, um sich dort zur Ruhe zu setzen. Erst 1948 kehrte er für einige wenige Auftritte im „Apollo“ nach Nürnberg zurück. Ein Jahr darauf verstarb er in München.
Die Nürnberger ehrten Strebel durch die Benennung einer Straße im Stadtteil Herrnhütte.
Ähnlich seinen großen Volkssänger-Kollegen Bacchus Jacoby und Karl Maxstadt hat Strebel, obwohl dies technisch möglich gewesen wäre, weder Film- noch Grammophonaufnahmen seiner Auftritte hinterlassen.
Antonie Strebel gab nach dem Tod ihres Mannes in dem Buch „Unser Strebala“ 1956 eine Auswahl seiner Texte heraus. Strebel selbst hatte bei Lebzeiten lediglich ein 11 Seiten starkes Heft mit „allerneuesten, wirksamsten und zündendsten“ Witzen publiziert.
Hermann Strebel ist nicht zu verwechseln mit dem deutschen Mediziner und Astronomen gleichen Namens, der von 1868 bis 1943 lebte.

## Publikationen
- Hermann Strebel: Die allerneuesten, wirksamsten und zündendsten Witze. Gesammelt und vorgetragen von Hermann Strebel. Band 14, um 1929, DNB 560952236.
- Antonie Strebel (Hrsg.): Unser „Strebala“. Fränkischer Humor, Couplets und Prosastücke. Karl Ulrich & Co., Nürnberg, 1956, DNB 454928084. (4. Auflage. Albert Hofmann, Nürnberg 1982, ISBN 3-87191-033-3)